# Лазаре (пещера)
„Лазаре“ (на френски: Grotte du Lazaret, (\la.za.ʁɛ\)) е пещера във Франция.

## История
Пещерата Лазаре е упомената за първи път през 1821 г. от Франсоа Фодере в работата му, озаглавена „Пътуване из Алп Маритим“.  През втората половина на 19 век доктор Фредерик Льо Февр, собственик на терена, решил да изкопае кладенец при входа на пещерата, и тогава установил наличието на археологически находки в дълбочина. Осъзнаващ палеонтологичния и праисторически интерес от своите открития, той ги докладва на палеонтолога Емил Ривиер, който публикува първа научна бележка през 1882 г.
През ХХ век обектът се извършват методически разкопки, проведени първо през 50-те години от комендант Франсоа Октобон, и по-късно от професор Анри дьо Лумли, след 1962 г.

## Праисторически обект с международен научен и културен интерес
Пещерата Лазаре е била обитавана много пъти от праисторически хора, през ледниковия период, между около – 190 000 и – 120 000 години, но с прекъсвания. Идентифицирани са 29 нива на обитаване от човека, представляващи дебелина от приблизително 2,5 до 3 метра.По своя начин на съществуване тези хора са били номади и са заемали временни местообитания според сезоните и миграциите на животинските видове. Те са прибягвали до пещерни входове или скални убежища, за да се защитят.
Повече от век разкопки, проведени в пещерата, позволяват да се разкрият стотици хиляди археологически предмети, които ни позволяват да разберем праисторическите общества в основен момент, когато населението на Западна Европа завършва бавния процес на еволюция в неандерталци и получаване на достъп до ново овладяване на инструментална екипировка. Те постепенно изоставят бифастата в полза на по-стандартизирани инструменти за ретуширане (като скрепери) и парчета с предварително определена форма (тип Levallois). Развитието на тези по-сложни техники за рязане на камък от праисторически хора представлява голяма културна еволюция.
Обитателите на Лазаре са разработили стратегия за поминък, базирана на специализиран и целенасочен лов на елени. Те се развивали в контрастни пейзажи, редуващи се тревисти степи и гористи местности, в които имало изобилна и много разнообразна фауна, съставена по-специално от елени, ибекс, сърна, авроки, бизони, слонове и дори лъвове. пещери, мечки и вълци. Костите на тревопасните, показващи следи от подстригване или храносмилане, свидетелстват за преминаването на големи месоядни животни в пещерата, в отсъствието на човек.
В залива на пещерата „Лазаре“ са идентифицирани 28 човешки останки, което доказва значимостта на мястото.

## Експозиция
Пешерата е отворена за посетители целогодишно, пет дни седмично, по маршрут снабден с информационни пана. Първите от тях осведомяват за основните етапи на човешката еволюция и следващите няколко представят близките в пространството и предшестващи във времето пещери: Валоне и Тера Амата (le Vallonnet et Terra Amata). В коридора за достъп до самата пещерата е илюстрирано предполагаемото поведение на лазаретските хора и са посочени следите, намирани при разкопките. На изхода е предтавено по натаъшното развитие на неандерталския човек и Homo sapiens.